# Utagawa Toyohiro
Utagawa Toyohiro (歌川豊広, 歌川豐廣?) (1773-1828) fue un pintor japonés, discípulo de Utagawa Toyoharu, el fundador de la escuela Utagawa. 

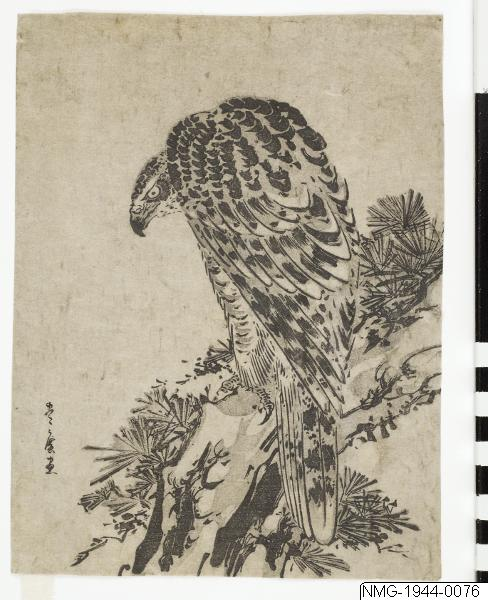
Xilografía de un halcón blanco sobre un pino, por Utagawa Toyohiro.

De formación musical, se pasó posteriormente a la pintura. Estudió primero en la escuela Kanō antes de convertirse en alumno de Toyoharu. Trabajó principalmente como ilustrador de libros, especializándose en el género bijin-ga. Discípulos suyos fueron Toyokiyo, Toyokuma, Hironobu y, especialmente, el gran maestro Hiroshige, uno de los principales representantes no sólo de su escuela, sino de todo el ukiyo-e.